# Maximilian Offner

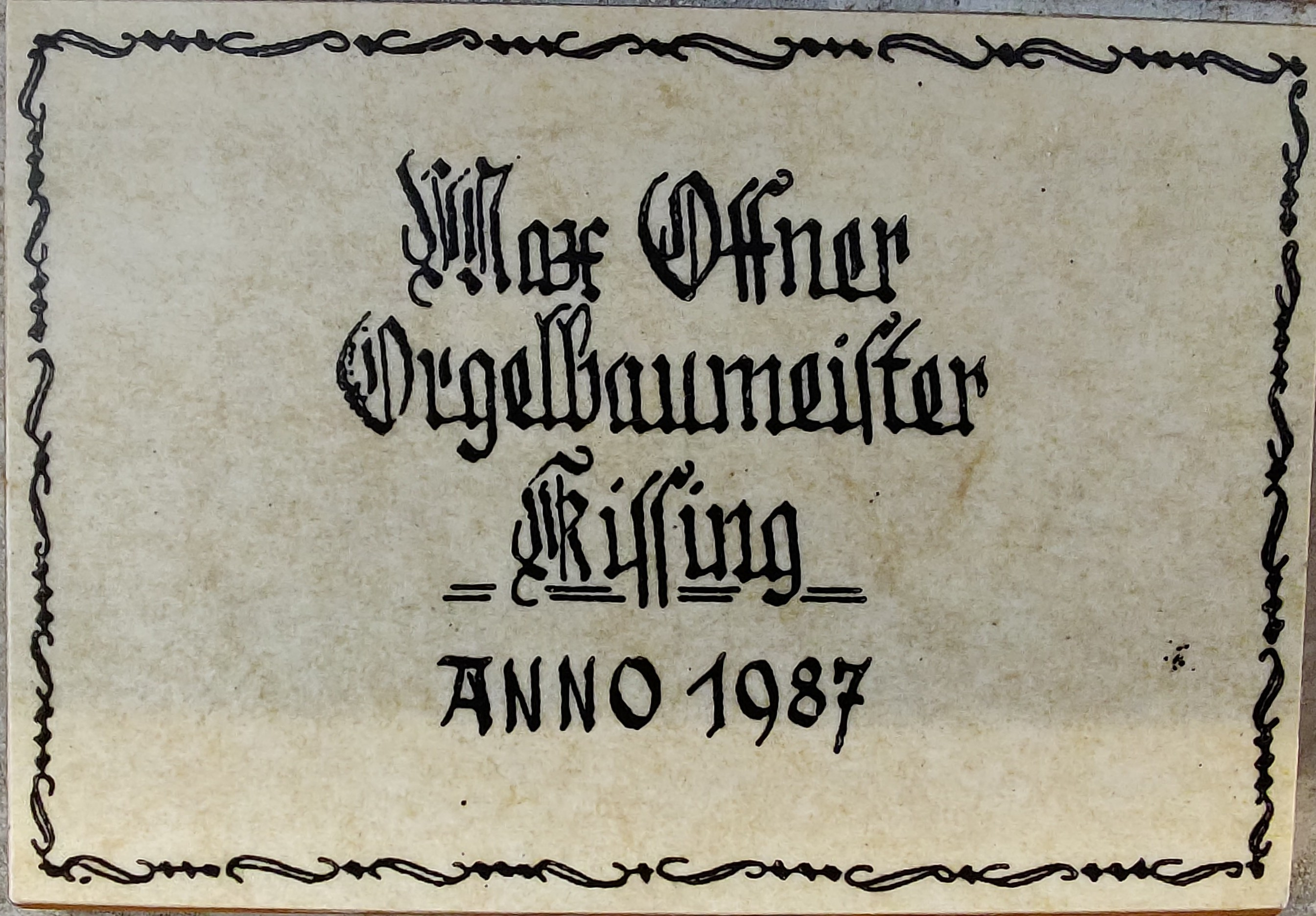
Firmenschild von Maximilian Offner in Hög

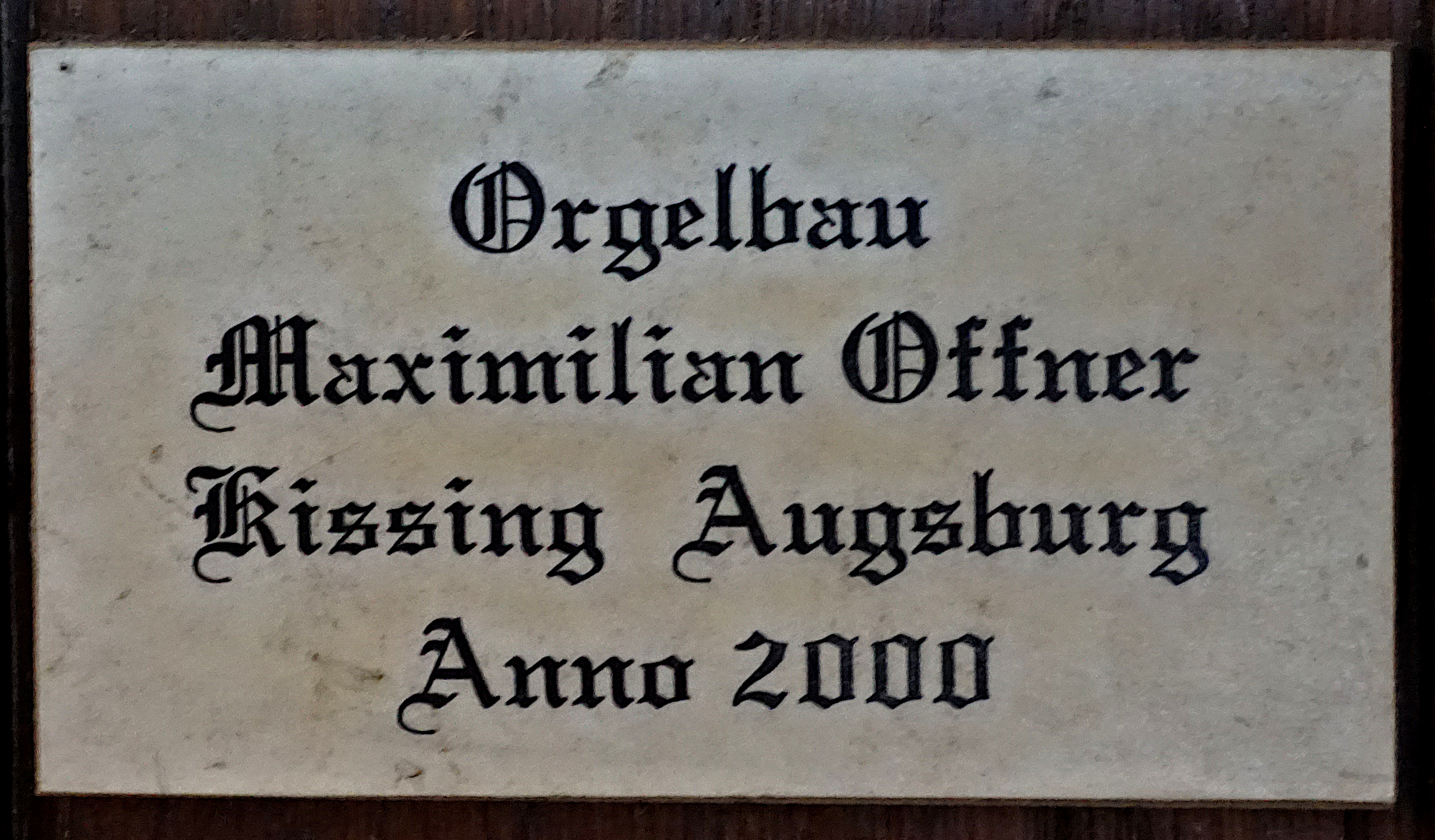
Firmenschild von Maximilian Offner in Althegnenberg

Maximilian Offner (* 1952) ist ein deutscher Orgelbauer und Orgelsachverständiger.

## Leben und Wirken
Maximilian Offner erlernte das Orgelbauhandwerk bei seinem Vater Max(imilian Heinrich) Anton Offner im elterlichen Betrieb in Kissing. Die Ausbildung schloss er 1970 als Jahrgangsbester ab und wurde als Bundessieger ausgezeichnet. Nach den Wanderjahren und der Meisterprüfung in Ludwigsburg, die er 1976 als jüngster Orgelbaumeister absolvierte, arbeitete er wieder im elterlichen Betrieb, bis er sich 1987 mit einem eigenen Betrieb selbständig machte. 1990 errichtete er eine neue, großzügige Werkstatt in Kissing. Insgesamt erstellte er mehr als 50 neue Orgeln, ausschließlich mit Schleifladen und mit mechanischer Spieltraktur.

## Werkliste (Auswahl)
| Jahr | Ort                  | Gebäude                   | Bild | Manuale | Register | Bemerkungen            |
| ---- | -------------------- | ------------------------- | ---- | ------- | -------- | ---------------------- |
| 1983 | Augsburg             | Gymnasium bei St. Stephan |      | III/P   | 14       | [ 1 ] [ 2 ]            |
| 1987 | Hög                  | St. Nikolaus              |      | II/P    | 11       | → Orgel                |
| 1987 | Kochel am See        | St. Michael               |      | II/P    | 20       | → Orgel                |
| 1988 | Neuburg an der Donau | St. Peter                 |      | II/P    | 30       | → Orgel                |
| 1988 | Kutzenhausen         | St. Nikolaus              |      | II/P    | 17       | → Orgel                |
| 1988 | Bubesheim            | Mariä Geburt              |      | II/P    | 16       | Teilerneuerung → Orgel |
| 1989 | Adelsried            | St. Johannes der Täufer   |      | II/P    | 21       | [ 4 ]                  |
| 1990 | Meitingen            | St. Wolfgang              |      | III/P   | 41       | → Orgel                |
| 1990 | Großkötz             | St. Peter und Paul        |      | II/P    | 19       | [ 1 ]                  |
| 1991 | Wehringen            | St. Georg                 |      | II/P    | 26       | [ 6 ]                  |
| 1993 | Hilgertshausen       | St. Stephan               |      | II/P    | 23       |                        |
| 1994 | Emersacker           | St. Martin                |      | II/P    | 22       | [ 7 ]                  |
| 1998 | Jengen-Weinhausen    | St. Felicitas und Söhne   |      | I/P     | 8        | [ 1 ] [ 8 ]            |
| 2000 | Straßberg            | Heilig Kreuz              |      | II/P    | 24       | [ 5 ]                  |
| 2003 | Oberneuching         | St. Martin                |      | II/P    | 20       | [ 9 ]                  |
| 2004 | Ottenhofen           | St. Katharina             |      | I/P     | 8        | [ 10 ]                 |
| 2005 | Gutenberg            | St. Margareta             |      | II/P    | 13       | [ 5 ]                  |
| 2010 | Heldenstein          | St. Rupert                |      | II/P    | 15       | [ 11 ]                 |